# Sebastian Musiolik
Sebastian Karol Musiolik (ur. 19 maja 1996 w Knurowie) – polski piłkarz występujący na pozycji napastnika  w klubie AE Kifisia.

## Kariera klubowa

### ROW 1964 Rybnik
W 2011 trafił do młodzieżowej drużyny ROW 1964 Rybnik. W pierwszej drużynie zadebiutował 15 czerwca 2013 w meczu II ligi przeciwko Bytovii Bytów (1:2). W sezonie 2012/13 jego drużyna wywalczyła mistrzostwo II ligi zapewniające awans do wyższej klasy rozgrywkowej. W I lidze zadebiutował 7 czerwca 2014 w meczu przeciwko Olimpii Grudziądz (2:1). Sezon później jego zespół zajął ostatnie miejsce w tabeli i spadł do II ligi. Pierwszą bramkę w barwach klubu zdobył 12 sierpnia 2014 w meczu Pucharu Polski przeciwko Siarce Tarnobrzeg (2:1). W 2015 opuścił klub, ale w ciągu dwóch kolejnych lat był do niego dwukrotnie wypożyczany.

### Piast Gliwice
1 lipca 2015 podpisał 3 letni kontrakt z Piastem Gliwice, którego ówczesnym trenerem był Radoslav Látal. W barwach klubu zadebiutował 20 lipca 2015 w meczu Ekstraklasy przeciwko Bruk-Bet Termalica Nieciecza (1:0). Występował również w drugiej drużynie grającej w III lidze, w której pierwszą bramkę zdobył 26 września 2015 w meczu przeciwko GKS 1962 Jastrzębie (1:1). W sezonie 2015/16 jego drużyna wywalczyła wicemistrzostwo Polski. W 2016 i 2017 był dwukrotnie wypożyczany do ROW 1964 Rybnik.

### Raków Częstochowa

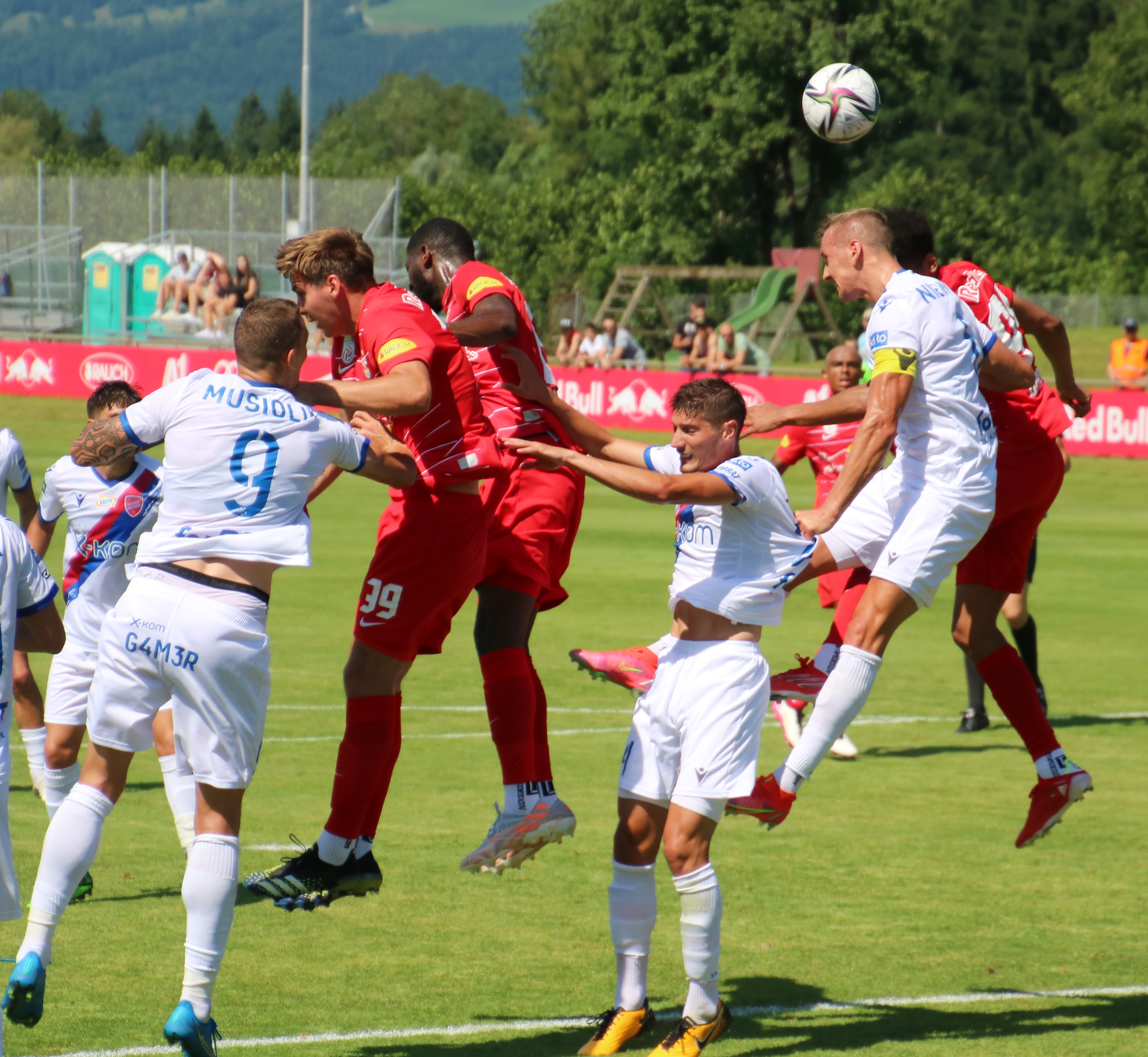
Musiolik (z numerem 9) podczas meczu sparingowego

1 lipca 2018 podpisał roczny kontrakt z Rakowem Częstochowa. W barwach klubu zadebiutował 21 lipca 2018 w meczu I ligi przeciwko Puszczy Niepołomice (3:0), w którym zdobył gola. W sezonie 2018/19 jego zespół dotarł do półfinału Pucharu Polski, w którym przegrał z Lechią Gdańsk (0:1), i wywalczył mistrzostwo I ligi, zapewniające awans do wyższej klasy rozgrywkowej. Pierwszą bramkę w Ekstraklasie zdobył 10 listopada 2019 w meczu przeciwko Zagłębiu Lubin (2:2). W sezonie 2020/21 został wypożyczony do włoskiego Pordenone Calcio, występującego w Serie B.

## Kariera reprezentacyjna

### Polska U-19
W 2015 otrzymał powołanie do reprezentacji Polski U-19, w której zadebiutował 28 marca 2015 w meczu towarzyskim przeciwko reprezentacji Gruzji U-19 (4:1).

### Polska U-20
W 2015 otrzymał powołanie do reprezentacji Polski U-20, w której zadebiutował 16 listopada 2015 w meczu U20 Elite League przeciwko reprezentacji Niemiec U-20 (0:0).

## Statystyki

### Klubowe
(aktualne na dzień 11 sierpnia 2022)
| Klub                    | Sezon              | Liga               | Liga  | Liga   | Puchar kraju | Puchar kraju | Europa | Europa | Inne  | Inne   | Suma  | Suma   |
| Klub                    | Sezon              | Liga               | Mecze | Bramki | Mecze        | Bramki       | Mecze  | Bramki | Mecze | Bramki | Mecze | Bramki |
| ----------------------- | ------------------ | ------------------ | ----- | ------ | ------------ | ------------ | ------ | ------ | ----- | ------ | ----- | ------ |
| ROW 1964 Rybnik         | 2012/13            | II liga            | 1     | 0      | –            | –            | –      | –      | –     | –      | 1     | 0      |
| ROW 1964 Rybnik         | 2013/14            | I liga             | 1     | 0      | –            | –            | –      | –      | –     | –      | 1     | 0      |
| ROW 1964 Rybnik         | 2014/15            | II liga            | 30    | 5      | 2            | 1            | –      | –      | –     | –      | 32    | 6      |
| ROW 1964 Rybnik         | Ogólnie            | Ogólnie            | 32    | 5      | 2            | 1            | 0      | 0      |       |        | 34    | 6      |
| Piast Gliwice           | 2015/16            | Ekstraklasa        | 5     | 0      | 1            | 0            | –      | –      | –     | –      | 6     | 0      |
| Piast Gliwice           | Ogólnie            | Ogólnie            | 5     | 0      | 1            | 0            | 0      | 0      |       |        | 6     | 0      |
| Piast II Gliwice        | 2015/16            | III liga           | 11    | 2      | –            | –            | –      | –      | –     | –      | 11    | 2      |
| Piast II Gliwice        | Ogólnie            | Ogólnie            | 11    | 2      | 0            | 0            | 0      | 0      |       |        | 11    | 2      |
| ROW 1964 Rybnik         | 2015/16 (wyp.)     | II liga            | 13    | 0      | –            | –            | –      | –      | –     | –      | 13    | 0      |
| ROW 1964 Rybnik         | 2016/17 (wyp.)     | II liga            | 14    | 3      | –            | –            | –      | –      | –     | –      | 14    | 3      |
| ROW 1964 Rybnik         | 2017/18            | II liga            | 29    | 7      | 1            | 0            | –      | –      | –     | –      | 30    | 7      |
| ROW 1964 Rybnik         | Ogólnie            | Ogólnie            | 56    | 10     | 1            | 0            | 0      | 0      |       |        | 57    | 10     |
| Raków Częstochowa       | 2018/19            | I liga             | 27    | 7      | 4            | 0            | –      | –      | –     | –      | 31    | 7      |
| Raków Częstochowa       | 2019/20            | Ekstraklasa        | 35    | 6      | 3            | 0            | –      | –      | –     | –      | 38    | 6      |
| Raków Częstochowa       | 2020/21            | Ekstraklasa        | 4     | 0      | 1            | 0            | –      | –      | –     | –      | 5     | 0      |
| Raków Częstochowa       | 2021/22            | Ekstraklasa        | 29    | 3      | 4            | 1            | 5      | 0      | 1     | 0      | 39    | 4      |
| Raków Częstochowa       | 2022/23            | Ekstraklasa        | 3     | 0      | 0            | 0            | 3      | 0      | 1     | 0      | 7     | 0      |
| Raków Częstochowa       | Ogólnie            | Ogólnie            | 98    | 16     | 12           | 0            | 8      | 0      | 2     | 0      | 120   | 17     |
| Pordenone Calcio (wyp.) | 2020/21            | Serie B            | 31    | 6      | 1            | 0            | –      | –      | –     | –      | 32    | 6      |
| Pordenone Calcio (wyp.) | Ogólnie            | Ogólnie            | 31    | 6      | 1            | 0            | 0      | 0      | 0     | 0      | 32    | 6      |
| Ogólnie w karierze      | Ogólnie w karierze | Ogólnie w karierze | 201   | 36     | 13           | 1            |        |        |       |        | 214   | 37     |

### Reprezentacyjne
| Reprezentacja | Rok     | Mecze | Bramki |
| ------------- | ------- | ----- | ------ |
| Polska U-19   | 2015    | 4     | 0      |
| Ogólnie       | Ogólnie | 4     | 0      |
| Polska U-20   | 2015    | 1     | 0      |
| Ogólnie       | Ogólnie | 1     | 0      |

| Mecze i gole w reprezentacji | Mecze i gole w reprezentacji | Mecze i gole w reprezentacji        | Mecze i gole w reprezentacji | Mecze i gole w reprezentacji | Mecze i gole w reprezentacji | Mecze i gole w reprezentacji |
| Reprezentacja U-19           | Reprezentacja U-19           | Reprezentacja U-19                  | Reprezentacja U-19           | Reprezentacja U-19           | Reprezentacja U-19           | Reprezentacja U-19           |
| Lp.                          | Data                         | Miejsce                             | Przeciwnik                   | Wynik                        | Gol                          | Rozgrywki                    |
| ---------------------------- | ---------------------------- | ----------------------------------- | ---------------------------- | ---------------------------- | ---------------------------- | ---------------------------- |
| 1.                           | 28.03.2015                   | Belek, Turcja                       | Gruzja U-19                  | 4:1                          |                              | Mecz towarzyski              |
| 2.                           | 30.03.2015                   | Belek, Turcja                       | Gruzja U-19                  | 0:0                          |                              | Mecz towarzyski              |
| 3.                           | 14.05.2015                   | Široki Brijeg, Bośnia i Hercegowina | Czarnogóra U-19              | 2:1                          |                              | el. ME U-19 2015             |
| 4.                           | 19.05.2015                   | Mostar, Bośnia i Hercegowina        | Bośnia i Hercegowina U-19    | 2:0                          |                              | el. ME U-19 2015             |
| Reprezentacja U-20           |                              |                                     |                              |                              |                              |                              |
| Lp.                          | Data                         | Miejsce                             | Przeciwnik                   | Wynik                        | Gol                          | Rozgrywki                    |
| 1.                           | 16.11.2015                   | Münster, Niemcy                     | Niemcy U-20                  | 0:0                          |                              | U20 Elite League             |

## Sukcesy

### ROW 1964 Rybnik
- Mistrzostwo II ligi (1×): 2012/2013

### Piast Gliwice
- Wicemistrzostwo Polski (1×): 2015/2016

### Raków Częstochowa
- Mistrzostwo Polski: 2022/2023[24]
- Mistrzostwo I ligi (1×): 2018/2019
- Wicemistrzostwo Polski (2×): 2020/2021, 2021/2022
- Puchar Polski (2×): 2020/2021, 2021/2022
- Superpuchar Polski (2×): 2021, 2022

## Życie prywatne
Uczęszczał do Szkoły Mistrzostwa Sportowego nr 3 w Rybniku, w której koordynatorem był jego późniejszy trener z ROW 1964 Rybnik Piotr Piekarczyk. Oprócz piłki nożnej interesuje się żużlem. Jego obecna partnerka Jagoda Gaca zajmuje się wyprowadzaniem żużlowców na spotkaniach polskiej Ekstraligi.